# Белинский, Моисей Ильич
Моисей Ильич Белинский (англ. Moisey I. Belinsky; род. 17 марта 1946, Кишинёв, Молдавская ССР) — молдавский советский и израильский физик и химик, доктор физико-математических наук, общественный деятель.

## Биография
Родился в Кишинёве, в семье Ильи Мошковича (Моисеевича) Белинского (1895—1975) и Марьям Абрамовны Левенгерц (1910—1978). Выпускник Кишинёвского университета (1968). С 1970 года работал научным сотрудником в лаборатории неорганической химии Института химии Академии наук Молдавской ССР (с 1985 года — старший научный сотрудник, с 1988 года — главный научный сотрудник). Кандидатскую диссертацию по теме «Обменное взаимодействие в многоядерных кластерах» защитил в 1974 году под руководством Ю. Е. Перлина. Диссертацию доктора физико-математических наук по теме «Негайзенберговские взаимодействия в магнетохимии и спектроскопии обменных кластеров» защитил в 1987 году.
С 1990 года — в Израиле, научный сотрудник и профессор Школы химии факультета естественных наук Тель-Авивского университета. Председатель Ассоциации учёных-репатриантов в университетах Израиля, один из создателей проекта КАМЕА по абсорбции и трудоустройству научных работников-репатриантов.
Основные научные труды посвящены исследованию магнетизма, спектроскопии и электронной структуры кластеров переходных металлов в координационной химии, многоядерных центров биологических систем.

## Монографии
- Б. С. Цукерблат, М. И. Белинский. Магнетохимия и радиоспектроскопия обменных кластеров. Кишинёв: Штиинца, 1983. — 280 с.